# Generali Ladies Linz 2007 - Doppio
Cara Blacke Liezel Huber che hanno battuto in finale Katarina Srebotnik e Ai Sugiyama con il punteggio di 6–2, 3–6, 10-8.

## Teste di serie
1. Cara Black /  Liezel Huber (campionesse)
2. Katarina Srebotnik /  Ai Sugiyama (finale)

1. Alicia Molik /  Mara Santangelo (semifinali)
2. Květa Peschke /  Rennae Stubbs (semifinali)

## Tabellone

### Legenda
| - Q = Qualificato - WC = Wild card - LL = Lucky loser | - ALT = Alternate - SE = Special Exempt - PR = Protected Ranking | - w/o = Walkover - r = Ritirato - d = Squalificato |